# Маргарита Єлизавета Мекленбурзька
Маргарита Єлизавета Мекленбург-Ґадебушська (нім. Margarethe Elisabeth von Mecklenburg-Gadebusch, 11 липня 1584 — 16 листопада 1616) — мекленбурзька принцеса з Мекленбурзької династії, донька мекленбурзького принца Крістофа та шведської принцеси Єлизавети, перша дружина герцога Мекленбург-Гюстрову та співправителя Мекленбургу Йоганна Альбрехта II.

## Біографія

### Ранні роки
Народилась 11 липня 1584 року у Шенберзі. Стала єдиною дитиною в сім'ї мекленбурзького принца Крістофа та його другої дружини Єлизавети Шведської, з'явившись на світ на четвертому році їхнього подружнього життя. Мешкала родина, в основному, у Шенберзькому та Ґадебушському замках у досить простих умовах.
Батько був четвертим вижившим сином герцога Альбрехта VII Красивого. Він відмовився від територіальних претензій та обіймав посаду адміністратора Ратцебурзького єпископства, проживаючи на дохід від декількох амтів та імперські виплати. Цікавився алхімією та тримав відому алхімічну лабораторію в Ґадебушському замку. Його не стало, коли Маргариті Єлизаветі було 7 років.

Портрет Маргарити Єлизавети, Національний музей Швеції

Матір більше не одружувалася. Втім, мекленбурзькі родичі відмовилися надати їй будь-які доходи з феодальної власності. В листах Єлизавета скаржилася, що їй не виплачують законне утримання. Із донькою вона виїхала до Швеції, куди прибула 29 жовтня 1593 року, а у 1594 році — оселилася у Норрчепінгсхусі, замку міста Норрчепінг. Її вотчинами, після тривалих переговорів, стали чотири округи провінції Естерйотланд. Єлизавета привезла із собою свій двір у тисячу осіб, значно збільшивши кількість населення міста. Її королівські родичі, в основному, жили неподалік, оскільки король Сигізмунд III Ваза правив із Польщі, й Стокгольм пустував. Це сприяло жвавому придворному життю у Норрчепінгу.
Матір Маргарити Єлизавети мала спокійний і гармонійний характер. Була дуже начитаною особистістю, цікавилася протестантською літературою, листувалася з кількома вченими-богословами свого часу. Перемовини щодо її другого шлюбу зайшли у глухий кут, і вона планувала повернутися до Мекленбургу. Однак, невідомі причини затримали її у Швеції. У серпні 1597 року Єлизавета раптово померла у Стокгольмі, залишивши 13-річну доньку сиротою.

### Шлюбне життя

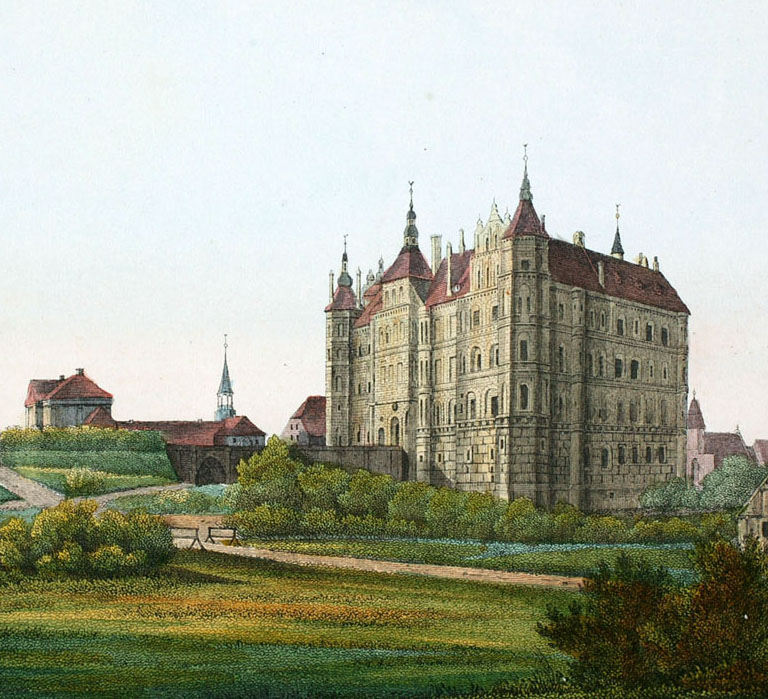
Гюстровський замок

У 24 роки Маргарита Єлизавета стала дружиною 18-річного герцога Мекленбург-Шверіну Йоганна Альбрехта II. Весілля відбулося 9 жовтня 1608 року у Стокгольмі. Наречений правив країною разом зі своїм братом Адольфом Фрідріхом I під опікою герцога Мекленбургу Карла I. 
У липні 1611 року її чоловік став правителем Мекленбург-Гюстрову, а у грудні того ж року герцогиня народила первістка. Всього у подружжя було четверо дітей. Всі вони з'явилися на світ у Гюстрові.
За півроку після народження молодшого сина Маргарита Єлизавета пішла з життя. Похована у крипті Гюстровського собору. Її удівець згодом узяв ще два шлюбі, від яких мав п'ятеро дітей.

## Родина
Чоловік —  Йоганн Альбрехт II
Діти:
- Йоганн Крістоф (1611—1612) — прожив 3 місяці;
- Софія Єлизавета (1613—1676) — дружина герцога Брауншвейг-Вольфенбюттелю князя Брауншвейг-Люнебургу Августа Молодшого, мала трьох дітей;
- Крістіна Маргарита (1615—1666) — була двічі одружена, дітей не мала;
- Карл Генріх (1616—1618) — прожив 2 роки.